# Ibridazione genomica comparativa
L'ibridazione genomica comparativa (in sigla dall'inglese: CGH) è un metodo citogenetico molecolare per analizzare le variazioni del numero di copie (CNV) relative al livello di ploidia nel DNA di un campione da testare rispetto a un campione di riferimento, senza la necessità di colture di cellule. Lo scopo di questa tecnica è di confrontare in modo rapido ed efficiente due campioni di DNA genomico derivanti da due fonti, che sono spesso strettamente correlate, che si sospetta che contengano differenze in termini di guadagni o perdite di interi cromosomi o di regioni subcromosomiche (una porzione di un intero cromosoma). Questa tecnica è stata originariamente sviluppata per la valutazione delle differenze tra i complementi cromosomici del tumore solido e del tessuto normale, e ha una risoluzione migliorata di 5-10 megabasi rispetto alle più tradizionali tecniche di analisi citogenetica del bendaggio G (giemsa banding) e dell'ibridazione fluorescente in situ (FISH) che sono limitate dalla risoluzione del microscopio utilizzato.
Ciò si ottiene attraverso l'uso dell'ibridazione in situ a fluorescenza competitiva. In breve, ciò comporta innanzitutto l'isolamento del DNA dalle due sorgenti da confrontare, più comunemente una sorgente di test e una di riferimento, l'etichettatura di ciascun campione di DNA con fluorofori (molecole fluorescenti) di diversi colori (solitamente uno rosso e l'altro verde), la denaturazione del DNA in modo che sia a filamento singolo e l'ibridazione dei due campioni risultanti in un rapporto 1:1 con una normale diffusione in metafase dei cromosomi, a cui i campioni di DNA etichettati si legheranno nel loro locus di origine. Utilizzando un microscopio a fluorescenza e un software, i segnali fluorescenti di differente colore vengono confrontati lungo la lunghezza di ciascun cromosoma per l'identificazione delle differenze cromosomiche tra le due sorgenti. Una maggiore intensità del colore del campione da testare in una specifica regione di un cromosoma indica il guadagno di materiale in quella regione, mentre una maggiore intensità del colore del campione di riferimento indica la perdita di materiale nel campione in quella specifica regione. Un colore neutro (giallo, quando le etichette dei fluorofori sono rosse e verdi) indica che non è presente nessuna differenza tra i due campioni in quella posizione.
Il CGH è in grado di rilevare solo alterazioni cromosomiche sbilanciate. Questo perché anomalie cromosomiche bilanciate come traslocazioni reciproche, inversioni o cromosomi ad anello non influiscono sul numero di copie, che è ciò che viene rilevato dalle tecnologie CGH. La CGH, tuttavia, consente l'esplorazione di tutti i 46 cromosomi umani in un unico test e la scoperta di delezioni e duplicazioni, anche su scala microscopica, che possono portare all'identificazione di geni candidati da esplorare ulteriormente con altre tecniche citologiche.
Attraverso l'uso di microarray di DNA, in combinazione con le tecniche CGH, è stata sviluppata la forma più specifica di array CGH (aCGH), che consente una misura locus per locus delle CNV con una risoluzione aumentata fino a 100 kilobasi. Questa tecnica così migliorata consente di scoprire l'eziologia di condizioni note e sconosciute.

## Storia
La motivazione alla base dello sviluppo del CGH derivava dal fatto che le forme di analisi citogenetica disponibili all'epoca (giemsa banding e FISH) erano limitate nella loro potenziale risoluzione dai microscopi necessari all'interpretazione dei risultati da essi forniti. Inoltre, l'interpretazione delle bande Giemsa ha il potenziale per essere ambigua e quindi l'affidabilità era ridotta. Inoltre, entrambe le tecniche richiedono input di manodopera elevati che limitano i luoghi in cui possono essere esaminati.
Il primo rapporto sull'analisi del CGH è stato nel 1992 presso l'Università della California dove Kallioniemi et al. hanno utilizzato il CGH nell'analisi dei tumori solidi. Hanno raggiunto questo obiettivo applicando direttamente la tecnica sia alle linee cellulari di cancro al seno che ai tumori primari della vescica al fine di analizzare il cariotipo completo di queste cellule. Sono stati in grado di identificare 16 diverse regioni di amplificazione, molte delle quali erano nuove scoperte.
Subito dopo, nel 1993, du Manoir et al. hanno riportato praticamente la stessa metodologia. Gli autori hanno etichettato una serie di singoli cromosomi umani da una libreria di DNA con due diversi fluorofori in proporzioni diverse per testare la tecnica, e hanno anche applicato CGH al DNA genomico di pazienti affetti da sindrome di Down o leucemia prolinfocitica a cellule T, nonché cellule di una linea cellulare di carcinoma papillare renale. Si è concluso che i rapporti di fluorescenza ottenuti erano accurati e che erano rilevabili differenze tra il DNA genomico di diversi tipi cellulari e quindi che il CGH era uno strumento di analisi citogenetica molto utile.
Inizialmente, l'uso diffuso della tecnologia CGH è stato difficoltoso, in quanto i protocolli non erano uniformi e sono emerse incongruenze, soprattutto per l'incertezza sull'interpretazione dei dati. Tuttavia, nel 1994 è stata pubblicata una revisione che descriveva in dettaglio un protocollo di facile comprensione ed è stato reso disponibile in commercio il software di analisi delle immagini, che ha consentito l'utilizzo del CGH in tutto il mondo. Quando nuove tecniche come la microdissezione e la reazione a catena della polimerasi innescata con oligonucleotidi degenerati (DOP-PCR) sono diventate disponibili per la generazione di prodotti del DNA, è stato possibile applicare il concetto di CGH ad anomalie cromosomiche più piccole e quindi la risoluzione di CGH è stata migliorata.
L'implementazione dell'array CGH, in cui sono utilizzati i microarray di DNA al posto della tradizionale preparazione dei cromosomi in metafase, è stata sperimentata da- Tolodo et al. nel 1997 utilizzando cellule tumorali e Pinkel et al. nel 1998, mediante l'uso di cellule di cancro al seno. Ciò è stato reso possibile grazie Progetto Genoma Umano che ha generato una libreria di frammenti di DNA clonati con posizioni note in tutto il genoma umano, utilizzati come sonde per il microarray di DNA. Ora i microarray di DNA possono contenere fino a 2 milioni di sonde di varia origine come cDNA, i prodotti della PCR genomica e cromosomi artificiali batterici (BAC). L'array CGH è un processo automatizzato, consente una risoluzione maggiore (fino a 100 kb) rispetto al CGH tradizionale poiché le sonde sono molto più piccole rispetto a i campioni bloccati in metafase, richiedono quantità minori di DNA, se necessario possono essere mirate a specifiche regioni cromosomiche, ed è ordinato e quindi più veloce da analizzare, rendendolo molto più adattabile agli usi diagnostici.

## Metodi di base

### Preparazione del vetrino in metafase
Il DNA sul vetrino è un campione di riferimento ed è quindi ottenuto da un uomo o una donna cariotipicamente normale, sebbene sia preferibile utilizzare il DNA femminile poiché sono presenti due cromosomi X che contengono molte più informazioni genetiche rispetto al cromosoma Y maschile. Vengono utilizzati linfociti del sangue periferico stimolati con fitoemoagglutinina. 1 ml di sangue eparinizzato viene aggiunto a 10 ml di terreno di coltura e incubato per 72 ore a 37 °C in un'atmosfera al 5% di CO 2 . La colchicina viene aggiunta per arrestare le cellule nella mitosi, le cellule vengono quindi raccolte e trattate con cloruro di potassio ipotonico e fissate in metanolo / acido acetico. in proporzione 3:1
Una goccia della sospensione cellulare deve essere lasciata cadere su un vetrino pulito con etanolo da una distanza di circa 30 cm, in condizioni ottimali questo dovrebbe essere effettuato a temperatura ambiente e con livelli di umidità del 60–70%. I vetrini devono essere valutati utilizzando un microscopio a contrasto di fase, è necessario osservare il citoplasma minimo e i cromosomi non devono sovrapporsi ed essere lunghi 400-550 bande senza cromatidi separati e infine dovrebbero apparire scuri piuttosto che lucidi. I vetrini devono poi essere asciugati all'aria per una notte a temperatura ambiente e qualsiasi ulteriore conservazione dovrebbe avvenire in gruppi di quattro a -20 °C con perline di silice o azoto per mantenere la secchezza. Dovrebbero essere testati diversi donatori poiché l'ibridazione può essere variabile. È possibile utilizzare vetrini disponibili in commercio, ma devono essere sempre prima testati.

### Isolamento del DNA dal tessuto di prova e dal tessuto di riferimento
Per ottenere il DNA dal test o dal tessuto di riferimento (individuo cariotipicamente normale), viene utilizzata l'estrazione standard del fenolo che comporta la combinazione di acido tris - etilendiamminotetraacetico e fenolo con DNA acquoso in quantità uguali. Segue la separazione mediante agitazione e centrifugazione, dopodiché lo strato acquoso viene rimosso e ulteriormente trattato utilizzando etere e infine viene utilizzata la precipitazione con etanolo per concentrare il DNA.
Può essere completato utilizzando kit di isolamento del DNA disponibili in commercio basati su colonne di affinità.
Preferibilmente, il DNA dovrebbe essere estratto da un tessuto fresco o congelato poiché questo sarà della massima qualità, sebbene ora sia possibile utilizzare anche materiale d'archivio fissato in formalina o incluso in cera di paraffina, a condizione che vengano seguite le procedure appropriate. 0,5-1 μg di DNA sono sufficienti per l'esperimento CGH, anche se se non si ottiene la quantità desiderata è possibile applicare la DOP-PCR per amplificare il DNA, tuttavia in questo caso è importante applicare la DOP-PCR sia al test che ai campioni di DNA di riferimento per migliorare l'affidabilità.

### Etichettatura del DNA
Per etichettare il DNA viene utilizzata la Nick translation che comporta il taglio del DNA e la sostituzione di nucleotidi etichettati con fluorofori (etichettatura diretta) o biotina o ossigenina per aggiungere successivamente anticorpi coniugati con fluoroforo (etichettatura indiretta). Dopodiché è importante controllare le lunghezze dei frammenti, sia del test sia del DNA di riferimento, mediante elettroforesi su gel, poiché per un'ibridazione ottimale dovrebbero rientrare nell'intervallo di 500 kb-1500 kb.

### Blocco
Il DNA Cot-1 (DNA placentare arricchito con sequenze ripetitive di lunghezza 50 bp-100 bp) di Life Technologies Corporation non etichettato viene aggiunto per bloccare le normali sequenze di DNA ripetitive, in particolare ai centromeri e ai telomeri, poiché queste sequenze, se rilevate, possono ridurre il rapporto di fluorescenza e causare guadagni o perdite per sfuggire al rilevamento.

### Ibridazione
Vengono mescolati 8–12μl di DNA del campione da testare con un uguale quantità di DNA di controllo e vengono aggiunti 40 μg di DNA Cot-1, dopo la precipitazione vengono sciolti in 6μl della miscela di ibridazione, che contiene il 50% di formammide, per ridurre la temperatura di fusione del DNA, e il 10% di destrano solfato per aumentare la concentrazione effettiva della sonda in una soluzione salina di citrato di sodio (SSC) a un pH di 7,0.
La denaturazione del vetrino e delle sonde viene eseguita separatamente. Il vetrino viene immerso in formammide al 70%/2xSSC per 5-10 minuti a 72 °C, mentre le sonde vengono denaturate per immersione in un bagno d'acqua di 80 °C per 10 minuti e vengono aggiunte immediatamente alla preparazione del vetrino in metafase. Questa reazione viene quindi coperta con un vetrino coprioggetto e lasciata per due o quattro giorni in una camera umida a 40 °C.
Il vetrino coprioggetto viene quindi rimosso e vengono applicati lavaggi di 5 minuti, tre utilizzando 2xSSC a temperatura ambiente, uno a 45 °C con 0,1xSSC e uno con TNT a temperatura ambiente. La reazione viene quindi preincubata per 10 minuti, quindi seguita da 60 minuti, 37 Incubazione in gradi centigradi, altri tre lavaggi di 5 minuti con TNT, quindi uno con 2xSSC a temperatura ambiente. Il vetrino viene quindi asciugato utilizzando etanolo in diverse concentrazioni, al 70%/96%/100%, prima della colorazione di contrasto con DAPI (0,35 µg/ml) per l'identificazione del cromosoma, infine la sigillatura con un vetrino coprioggetto.

### Visualizzazione della fluorescenza e imaging
Per la visualizzazione è necessario un microscopio a fluorescenza, con i filtri appropriati per la colorazione DAPI, e i due fluorofori utilizzati. Questi filtri dovrebbero anche ridurre al minimo la diafonia tra i fluorofori, come i filtri passa banda stretta. Il microscopio deve fornire un'illuminazione uniforme senza variazioni cromatiche, essere opportunamente allineato e avere un obiettivo di tipo "piano" apocromatico e dare un ingrandimento di x63 o x100.
L'immagine deve essere registrata utilizzando una telecamera con risoluzione spaziale di almeno 0,1 μm a livello del campione e fornire un'immagine di almeno 600x600 pixel. La telecamera deve inoltre essere in grado di integrare l'immagine per almeno 5-10 secondi, con una risoluzione fotometrica minima di 8 bit.
Un software CGH dedicato è disponibile in commercio per la fase di elaborazione delle immagini ed è necessario per sottrarre il rumore di fondo, rimuovere e segmentare materiali non di origine cromosomica, normalizzare il rapporto di fluorescenza, eseguire cariotipizzazione interattiva e ridimensionamento cromosomico alla lunghezza standard. Un "cariotipo del numero di copie relativo" che presenta aree cromosomiche di delezioni o amplificazioni viene generato calcolando la media dei rapporti di un numero di metafasi di alta qualità e tracciandoli lungo un ideogramma, un diagramma che identifica i cromosomi in base a modelli di bande. L'interpretazione dei profili di rapporto è condotta utilizzando soglie fisse o statistiche (intervalli di confidenza). Quando si utilizzano intervalli di confidenza, i guadagni o le perdite vengono identificati quando il 95% del rapporto di fluorescenza non contiene 1,0.

## Array-CGH
L'Array-CGH è una tecnica citogenetica molecolare per il rilevamento dei cambiamenti del numero di copie cromosomiche su una scala genomica ampia e ad alta risoluzione. L'array CGH confronta il genoma del paziente con un genoma di riferimento e identifica le differenze tra i due genomi, e quindi individua le regioni in cui sono presenti squilibri genomici nel paziente, utilizzando gli stessi principi di ibridazione in situ a fluorescenza competitiva del CGH tradizionale.
Con l'introduzione dell'array CGH, viene superata la principale limitazione del CGH convenzionale, la bassa risoluzione. Nell'array CGH, i cromosomi in metafase sono sostituiti da frammenti di DNA clonati (+100–200 kb) di cui è nota l'esatta posizione cromosomica. Ciò consente di rilevare le aberrazioni in modo più dettagliato e, inoltre, consente di mappare le modifiche direttamente sulla sequenza genomica.
L'array CGH ha dimostrato di essere una tecnica specifica, sensibile, veloce e ad alto rendimento, con notevoli vantaggi rispetto ad altri metodi utilizzati per l'analisi delle modifiche al numero di copie del DNA che lo rendono più adatto alle applicazioni diagnostiche. Utilizzando questo metodo, è possibile rilevare le modifiche al numero di copie a un livello di 5-10 kilobasi di sequenze di DNA. Questo metodo consente di identificare nuovi cambiamenti cromosomici ricorrenti come microdelezioni e duplicazioni in condizioni umane come cancro e difetti alla nascita dovuti ad aberrazioni cromosomiche.

Figura 2. Protocollo Array-CGH

### Metodologia
L'array CGH si basa sullo stesso principio del CGH convenzionale. In entrambe le tecniche, il DNA di un campione di riferimento (o di controllo) e il DNA di un campione test (o di un paziente) sono etichettati in modo differenziato con due diversi fluorofori e utilizzati come sonde coibridizzate in modo competitivo su bersagli di acido nucleico. Nella CGH convenzionale, l'obiettivo sono i campioni in metafase. Nell'array CGH, questi target possono essere frammenti genomici clonati in una varietà di vettori (come BAC o plasmidi), cDNA o oligonucleotidi.
La figura 2. è una panoramica schematica della tecnica dell'array CGH. Il DNA del campione da testare è etichettato con un fluoroforo rosso (Cyanine 5) e il campione di DNA di riferimento è etichettato con un fluoroforo verde (Cyanine 3). Quantità uguali dei due campioni di DNA vengono mescolate e coibridizzate in un microarray di DNA di diverse migliaia di frammenti di DNA clonati o oligonucleotidi equidistanti, che sono stati individuati in triplicato sull'array. Dopo l'ibridazione, i sistemi di imaging digitale vengono utilizzati per acquisire e quantificare le intensità di fluorescenza relative di ciascuno dei fluorofori ibridati. Il rapporto risultante delle intensità di fluorescenza è proporzionale al rapporto tra i numeri di copie delle sequenze di DNA nel test e nei genomi di riferimento. Se le intensità dei flurocromi sono uguali su una sonda, questa regione del genoma del paziente viene interpretata come avente uguale quantità di DNA nel test e nei campioni di riferimento; se è presente un rapporto Cy3:Cy5 alterato, ciò indica una perdita o un aumento del DNA del paziente in quella specifica regione genomica.

### Approcci progettuali
Esistono due approcci alla progettazione di microarray per applicazioni CGH: microarray dell'intero genoma e array mirati.
Gli array dell'intero genoma sono progettati per coprire l'intero genoma umano. Spesso includono cloni che forniscono un'ampia copertura in tutto il genoma; e array che hanno una copertura contigua, entro i limiti del genoma. Gli array dell'intero genoma sono stati costruiti principalmente per la ricerca e hanno dimostrato il loro eccezionale valore nella scoperta di geni. Sono anche molto preziosi per lo screening del genoma per valutare guadagni e perdite di DNA con una risoluzione senza precedenti.
Gli array mirati sono progettati per una o più regioni specifiche del genoma allo scopo di valutare quel segmento mirato. Possono essere progettati per studiare uno specifico cromosoma o segmento cromosomico o per identificare e valutare specifiche anomalie del dosaggio del DNA in individui con sospette sindromi da microdelezione o riarrangiamenti subtelomerici. L'obiettivo cruciale di un microarray mirato nella pratica medica è fornire risultati clinicamente utili per la diagnosi, la consulenza genetica, la prognosi e la gestione clinica delle anomalie citogenetiche sbilanciate.

## Applicazioni

### Convenzionale
Il CGH convenzionale è stato utilizzato principalmente per l'identificazione delle regioni cromosomiche che sono ricorrentemente perse o acquisite nei tumori, nonché per la diagnosi e la prognosi del cancro. Questo approccio può essere utilizzato anche per studiare le aberrazioni cromosomiche nei genomi fetali e neonatali. Inoltre, il CGH convenzionale può essere utilizzato per rilevare anomalie cromosomiche e si è dimostrato efficiente nella diagnosi di anomalie complesse associate a malattie genetiche umane.

#### Nella ricerca sul cancro
I dati CGH di diversi studi sullo stesso tipo di tumore mostrano modelli coerenti di aberrazioni genetiche non casuali. Alcuni di questi cambiamenti sembrano essere comuni a vari tipi di tumori maligni, mentre altri sono più specifici. Ad esempio, i guadagni delle regioni cromosomiche lq, 3q e 8q, così come le perdite di 8p, 13q, 16q e 17p, sono comuni a un certo numero di tipi di tumore, come il cancro al seno, alle ovaie, alla prostata, ai reni e alla vescica (Figura. 3). Altre alterazioni, come l'aumento di 12p e Xp nel cancro ai testicoli, l'aumento di 13q la perdita di 9q nel cancro della vescica, la perdita di 14q nel cancro del rene e la perdita di Xp nel cancro dell'ovaio sono più specifiche e potrebbero riflettere le forze di selezione uniche che operano durante lo sviluppo del cancro in diversi organi. L'array CGH è anche frequentemente utilizzato nella ricerca e nella diagnostica dei tumori maligni delle cellule B, come la leucemia linfocitica cronica.

#### Aberrazioni cromosomiche
Cri du Chat (CdC) è una sindrome causata da una parziale delezione del braccio corto del cromosoma 5. Diversi studi hanno dimostrato che il CGH convenzionale è adatto a rilevare la delezione, così come le alterazioni cromosomiche più complesse. Ad esempio, Levy et al. (2002) hanno studiato un bambino con un pianto simile a un gatto, il segno distintivo di CdC, ma con un cariotipo indistinto. L'analisi CGH ha rivelato una perdita di materiale cromosomico da 5p15.3 confermando clinicamente la diagnosi. Questi risultati dimostrano che il CGH convenzionale è una tecnica affidabile per rilevare le aberrazioni strutturali e, in casi specifici, può essere più efficiente nella diagnosi di anomalie complesse.

### Array CGH
Le applicazioni dell'array CGH sono principalmente dirette a rilevare le anomalie genomiche nel cancro. Tuttavia, l'array CGH è adatto anche per l'analisi delle aberrazioni del numero di copie del DNA che causano malattie genetiche umane. Cioè, l'array CGH viene utilizzato per scoprire eliminazioni, amplificazioni, punti di interruzione e anomalie della ploidia. Una diagnosi precoce è di beneficio per il paziente in quanto può sottoporsi a trattamenti e consulenza appropriati per migliorare la prognosi.

#### Anomalie genomiche nel cancro
Alterazioni e riarrangiamenti genetici si verificano frequentemente nel cancro e contribuiscono alla sua patogenesi. Il rilevamento di queste aberrazioni mediante l'array CGH fornisce informazioni sulle posizioni di importanti geni del cancro e può avere un uso clinico nella diagnosi, nella classificazione del cancro e nella prognosi. Tuttavia, non tutte le perdite di materiale genetico sono patogenetiche, poiché parte del materiale del DNA viene fisiologicamente perso durante il riarrangiamento dei sottogeni delle immunoglobuline. In uno studio recente, l'array CGH è stato implementato per identificare regioni di aberrazione cromosomica (variazione del numero di copie) in diversi modelli murini di cancro al seno, portando all'identificazione di geni cooperanti durante l'oncogenesi indotta da myc.
L'array CGH può anche essere applicato, al monitoraggio della progressione dei tumori. Una volta che le anomalie sono state identificate dall'array CGH, la differenziazione tra lesioni metastatiche e lievi è possibile anche utilizzando FISH.

#### Aberrazioni submicroscopiche
La sindrome di Prader-Willi (PWS) è un'anomalia strutturale paterna che coinvolge 15q11-13, mentre un'aberrazione materna nella stessa regione provoca la sindrome di Angelman (AS). In entrambe le sindromi, la maggior parte dei casi (75%) è il risultato di una delezione di 3-5 Mb della regione critica PWS/AS. Queste piccole aberrazioni non possono essere rilevate utilizzando la citogenetica o il CGH convenzionale, ma possono essere facilmente rilevate utilizzando l'array CGH. Come prova di principio Vissers et al. (2003) hanno costruito un'ampia gamma di genomi con una risoluzione di 1 Mb per lo screening di tre pazienti con sindromi da microdelezione note e confermate da FISH, incluso uno con PWS. In tutti e tre i casi, le anomalie, comprese tra 1,5 e 2,9 Mb, sono state prontamente identificate. Pertanto, è stato dimostrato che l'array CGH è un approccio specifico e sensibile nel rilevamento delle aberrazioni submicroscopiche.
Quando si utilizzano microarray sovrapposti, è anche possibile scoprire punti di interruzione coinvolti nelle aberrazioni cromosomiche.

#### Diagnosi genetica prenatale
Sebbene non sia ancora una tecnica ampiamente utilizzata, l'uso dell'array CGH come strumento per lo screening genetico preimpianto sta diventando un concetto sempre più popolare. Ha il potenziale per rilevare CNV e aneuploidie in uova, sperma o embrioni che possono contribuire al fallimento dell'impianto dell'embrione, all'aborto spontaneo o condizioni come la sindrome di Down (trisomia 21). Ciò rende l'array CGH uno strumento promettente per ridurre l'incidenza di condizioni che alterano la vita e migliorare i tassi di successo dei tentativi di fecondazione in vitro. La tecnica prevede l'amplificazione dell'intero genoma da una singola cellula che viene quindi utilizzata nel metodo dell'array CGH. Può anche essere utilizzato in coppie portatrici di traslocazioni cromosomiche come traslocazioni reciproche bilanciate o traslocazioni Robertsonian, che hanno il potenziale di causare squilibri cromosomici nella loro prole.

## Limitazioni di CGH e array CGH
Uno dei principali svantaggi del CGH convenzionale è la sua incapacità di rilevare le aberrazioni cromosomiche strutturali senza variazioni del numero di copie, come il mosaicismo, le traslocazioni cromosomiche bilanciate e le inversioni. CGH può rilevare solo guadagni e perdite relativi al livello di ploidia. Inoltre, le regioni cromosomiche con brevi sequenze di DNA ripetitive sono molto variabili tra gli individui e possono interferire con l'analisi CGH. Pertanto, le regioni del DNA ripetitive come centromeri e telomeri devono essere bloccate con DNA ripetitivo senza etichetta (ad es. Cot1 DNA) e/o possono essere omesse dallo screening. Inoltre, la risoluzione del CGH convenzionale è un grave problema pratico che ne limita le applicazioni cliniche. Sebbene la CGH si sia rivelata una tecnica utile e affidabile nella ricerca e nella diagnostica sia del cancro che delle malattie genetiche umane, le applicazioni coinvolgono solo anomalie evidenti. A causa della risoluzione limitata dei cromosomi in metafase, con il CGH convenzionale non è possibile rilevare aberrazioni inferiori a 5-10 Mb Array CGH supera molte di queste limitazioni. È caratterizzato da un'alta risoluzione, il suo principale vantaggio rispetto al CGH convenzionale. La risoluzione standard varia tra 1 e 5 Mb, ma può essere aumentata fino a circa 40 kb integrando l'array con cloni extra. Tuttavia, come nel CGH convenzionale, il principale svantaggio dell'array CGH è la sua incapacità di rilevare le aberrazioni che non determinano variazioni del numero di copie ed è limitato nella sua capacità di rilevare il mosaicismo. Il livello di mosaicismo che può essere rilevato dipende dalla sensibilità e dalla risoluzione spaziale dei cloni. Attualmente, i riarrangiamenti presenti in circa il 50% delle cellule sono il limite di rilevamento. Per il rilevamento di tali anomalie devono essere ancora utilizzate altre tecniche, come SKY (Cariotipizzazione spettrale) o FISH.